# Nogometni klub Neretva
Il Nogometni klub Neretva, conosciuto semplicemente come Neretva, è una squadra di calcio di Metković, una cittadina nella regione raguseo-narentana (Croazia).

## Storia
La squadra viene fondata nel 1919 come FD Narona (Narona era il nome di una città romana nei pressi dell'attuale Metković) ma dopo la seconda guerra mondiale, secondo la disposizione statale che i club non possono portare nomi stranieri, il 9 novembre 1945 cambia nome in NK Neretva. I primi presidenti del club erano Ante Medović e Vukašin Vučković.
Durante gli anni della Jugoslavia socialista il Neretva (che è il nome del fiume Narenta in serbocroato) milita quasi sempre in terza divisione (due sole le apparizioni in seconda). Nella Croazia indipendente viene inserita nella 2. HNL, la seconda divisione, e nel 1994 raggiunge il punto più alto della sua storia conquistando la promozione in 1. HNL.
L'esperienza in prima divisione è durata solo una stagione (1994-95), poi sono seguite due annate in "Prva liga B" (praticamente la seconda divisione), prima di scendere in terza (stavolta croata). E da allora, escludendo una stagione nel campionato regionale a causa di problemi finanziari, milita in questa categoria.

## Cronistoria
| Stagione             | Campionato                    | Campionato           | Campionato           | Campionato                                        | Coppa               |
| Stagione             | Categoria                     | Liv.                 | Posizione            | Verdetti                                          | Coppa               |
| -------------------- | ----------------------------- | -------------------- | -------------------- | ------------------------------------------------- | ------------------- |
| CAMPIONATI JUGOSLAVI | CAMPIONATI JUGOSLAVI          | CAMPIONATI JUGOSLAVI | CAMPIONATI JUGOSLAVI | CAMPIONATI JUGOSLAVI                              | Coppa di Jugoslavia |
| 1956–57              | Podsavezna liga Mostar        | III                  | 1º su 10             | Promosso in 2. Savezna liga                       |                     |
| 1957–58              | 2. liga - II Zona A           | II                   | 6º su 12             | Perde le qualificazioni per la 2. liga successiva |                     |
| 1958–59              | III Zona Bosnia ed Erzegovina | III                  | 5º su 9              |                                                   |                     |
| 1959–60              | III Zona Bosnia ed Erzegovina | III                  | 7º su 12             |                                                   |                     |
| 1960–61              | III Zona Bosnia ed Erzegovina | III                  | 8º su 12             |                                                   |                     |
| 1961–62              | III Zona Bosnia ed Erzegovina | III                  | 7º su 12             |                                                   |                     |
| 1962–63              | Erzegovina                    | III                  | 7º su 12             |                                                   |                     |
| 1963–64              | Erzegovina                    | III                  | 6º su 12             |                                                   |                     |
| 1964–65              | Erzegovina                    | III                  | 5º su 12             |                                                   |                     |
| 1965–66              | Dalmazia                      | III                  | 8º su 14             |                                                   |                     |
| 1966–67              | Dalmazia                      | III                  | 7º su 16             |                                                   |                     |
| 1967–68              | Dalmazia                      | III                  | 5º su 14             |                                                   |                     |
| 1968–69              | Dalmazia                      | III                  | 6º su 16             |                                                   |                     |
| 1969–70              | Dalmazia                      | III                  | 2º su 16             |                                                   |                     |
| 1970–71              | Dalmazia Sud                  | III                  | 1º su 10             | Promosso in 2. Savezna liga                       |                     |
| 1971–72              | 2. liga Sud                   | II                   | 16º su 18            | Retrocede                                         |                     |
| 1972–73 Dalmazia Sud | III                           | 1º su 14             |                      |                                                   |                     |
| 1973–74              | Hrvatska liga                 | III                  | 6º su 17             |                                                   |                     |
| 1974–75              | Hrvatska liga                 | III                  | 13º su 18            |                                                   | 16esimi             |
| 1975–76              | Hrvatska liga Sud             | III                  | 4º su 12             |                                                   |                     |
| 1976–77              | Hrvatska liga Sud             | III                  | 5º su 14             |                                                   |                     |
| 1977–78              | Hrvatska liga Sud             | III                  | 8º su 14             |                                                   |                     |
| 1978–79              | Hrvatska liga Sud             | III                  | 8º su 14             |                                                   |                     |
| 1979–80              | Hrvatska liga                 | III                  | 10º su 16            |                                                   |                     |
| 1980–81              | Hrvatska liga                 | III                  | 12º su 16            |                                                   |                     |
| 1981–82              | Hrvatska liga                 | III                  | 13º su 16            |                                                   |                     |
| 1982–83              | Hrvatska liga                 | III                  | 9º su 16             |                                                   |                     |
| 1983–84              | Hrvatska liga Sud             | III                  | 4º su 12             |                                                   |                     |
| 1984–85              | Hrvatska liga Sud             | III                  | 2º su 14             |                                                   |                     |
| 1985–86              | Hrvatska liga Sud             | III                  | 3º su 14             |                                                   |                     |
| 1986–87              | Hrvatska liga Sud             | III                  | 1º su 14             | Passa nella Jedinstvena hrvatska liga             | 16esimi             |
| 1987–88              | Jedinstvena hrvatska liga     | III                  | 5º su 16             | Ammesso alla neoformata 3. Savezna liga           |                     |
| 1988–89              | 3. liga Sud                   | III                  | 3º su 18             |                                                   |                     |
| 1989–90              | 3. liga Sud                   | III                  | 11º su 18            |                                                   |                     |
| 1990–91              | 3. liga Sud                   | III                  | 3º su 18             | Abbandona il sistema calcistico jugoslavo         |                     |
| CAMPIONATI CROATI    | CAMPIONATI CROATI             | CAMPIONATI CROATI    | CAMPIONATI CROATI    | CAMPIONATI CROATI                                 | Coppa di Croazia    |
| 1992                 | 2. HNL Sud                    | II                   | 4º su 8              |                                                   |                     |
| 1992–93              | 2. HNL Sud                    | II                   | 4º su 16             |                                                   | 16esimi             |
| 1993–94              | 2. HNL Sud                    | II                   | 1º su 16             | Promosso in 1. HNL                                |                     |
| 1994–95              | 1. HNL                        | I                    | 15º su 16            | Passa in 1. HNL "B"                               |                     |
| 1995–96              | 1. HNL "B" autunno            | II                   | 5º su 10             |                                                   | Ottavi              |
| 1995–96              | 1. HNL "B" primavera          | II                   | 6º su 8              |                                                   | Ottavi              |
| 1996–97              | 1. HNL "B"                    | II                   | 14º su 16            | Passa in 2. HNL                                   |                     |
| 1997–98              | 2. HNL Sud                    | II                   | 8º su 17             | Retrocede in 3. HNL                               |                     |
| 1998–99              | 3. HNL Sud                    | III                  | 11º su 18            |                                                   | Preliminare         |
| 1999–00              | 3. HNL Sud                    | III                  | 4º su 16             |                                                   | Ottavi              |
| 2000–01              | 3. HNL Sud                    | III                  | 13º su 15            |                                                   |                     |
| 2001–02              | 3. HNL Sud                    | III                  | 11º su 16            |                                                   |                     |
| 2002–03              | 3. HNL Sud                    | III                  | 4º su 16             |                                                   |                     |
| 2003–04              | 3. HNL Sud                    | III                  | 12º su 16            |                                                   | Ottavi              |
| 2004–05              | 3. HNL Sud                    | III                  | 9º su 18             |                                                   |                     |
| 2005–06              | 3. HNL Sud                    | III                  | 2º su 18             |                                                   |                     |
| 2006–07              | 3. HNL Sud                    | III                  | 6º su 18             |                                                   |                     |
| 2007–08              | 3. HNL Sud                    | III                  | 10º su 18            |                                                   |                     |
| 2008–09              | 3. HNL Sud                    | III                  | 14º su 18            |                                                   |                     |
| 2009–10              | 3. HNL Sud                    | III                  | 14º su 18            |                                                   |                     |
| 2010–11              | 3. HNL Sud                    | III                  | 13º su 18            |                                                   |                     |
| 2011–12              | 3. HNL Sud                    | III                  | 11º su 18            |                                                   |                     |
| 2012–13              | 3. HNL Sud                    | III                  | 12º su 16            |                                                   |                     |
| 2013–14              | 3. HNL Sud                    | III                  | 6º su 18             |                                                   |                     |
| 2014–15              | 3. HNL Sud                    | III                  | 7º su 18             |                                                   |                     |
| 2015–16              | 3. HNL Sud                    | III                  | 12º su 18            |                                                   |                     |
| 2016–17              | 3. HNL Sud                    | III                  | 15º su 18            | Ritirato alla 28ª giornata                        |                     |
| 2017–18              | 1. ŽNL Dubrovačko-neretvanska | IV                   | 1º su 14             | Promosso in 3. HNL                                |                     |
| 2018–19              | 3. HNL Sud                    | III                  |                      |                                                   |                     |

## Strutture

### Stadio
Il Neretva disputa le partite interne al Igralište iza Vage ("campo sportivo al di là delle Scale") e si trova nel centro di Metković, nella via dello Sport. I lavori per la costruzione dello stadio sono iniziati nel 1955 e sono stati terminati nel 1971. È composto da due tribune (est ed ovest) per un totale di 2000 posti. Nel 2008 nella tribuna ovest sono stati montati i posti a sedere, lo stadio è stato dotato di impianto di illuminazione ed il terreno è di erba artificiale: regali del nazionale croato Darijo Srna, nativo di Metković ed ex calciatore del Neretva.

## Giocatori ed allenatori di rilievo
- Andrija Anković
- Vahid Halilhodžić
- Sergej Jakirović
- Nikica Jelavić
- Mišo Krstičević
- Marin Ljubičić
- Duje Medak
- Vatroslav Mihačić
- Jure Obšivač
- Darijo Srna
- Igor Štimac
- Amarildo Zela
- Bruno Petković

## Palmarès
- Druga hrvatska nogometna liga: 1

1994 (Sud)
- 1. ŽNL Dubrovačko-neretvanska

2018
- Terza divisione:

Podsavezna liga Mostar 1957
Dalmatinska liga Jug 1973
Hrvatska liga Jug 1987

## Tifoseria
Il Neretva è regolarmente seguito dal gruppo dei "Blue White Killers", abbreviato in BWK, fondato nel 1988.

### Rivalità
La rivalità più forte è contro il Neretvanac Opuzen di Fort'Opus (fra le due cittadine ci sono 9 km di distanza).